# 南津街街道
南津街街道，是中华人民共和国重庆市合川区下辖的一个乡镇级行政单位。

## 行政区划
南津街街道下辖以下地区：
望江楼社区、东津沱社区、白鹿山社区、上什字社区、白塔街社区、书院路社区、江亭路社区、紫荆园社区、临渡村、夜雨村、苟家村、梳铺村、大湾村、进士村、白塔村、米坊村、高阳村、南溪村、梁坝村、鹞子村、张家村和花园村、石鼓坝社区。

## 備註
1. ↑  石鼓坝社区于2019年1月4日成立